# 鄧文昌
鄧文昌（1628年—1646年），字汝言，鳳陽府虹縣人，南明軍事人物。

## 生平
鄧文昌是寧河王鄧愈的十一世孫，也是徐弘基的女婿，弘光年間任職後軍都督。左良玉東下清君側，馬士英撤走所有防河軍隊防禦，他在朝據理力爭，反復陳說防河的利害。馬士英理虧，只能大聲罵：「你是勳臣，不要干預國家大事。」他嘆息離去，辭官隱居攝山。得知隆武帝即位，鄧文昌出海應和，襲封定遠侯，領中軍都督府，總督京營軍政；屢次上疏請求應為恢復國家而親征，得到優旨答覆。隆武帝到建寧，命他與曾櫻留守福京；清朝軍隊攻至，他慷慨赴義，妻子徐氏先服毒自殺，鄧文昌也自縊而死，虛齡十九歲。

## 引用
1. 1 2  錢海岳《南明史·卷三十七·列傳第十三》：鄧文昌，字汝言，虹縣人，寧河王愈十一世孫，徐弘基女夫。弘光時，官後軍都督。左良玉東下，馬士英盡撤防河諸軍以禦，文昌詣朝力爭之，反復陳說利害。士英語塞，厲聲曰：「公勳臣，無預國大事。」文昌嘆息出，遂棄官隱攝山。
2. ↑  錢海岳《南明史·卷三十七·列傳第十三》：既聞紹宗立，航海赴闕，襲定遠侯，領中府，總督京營戎政。屢疏請駕出關，為恢復計。上優旨答之。比幸建寧，命與曾櫻留守福京。清兵至，慷慨赴義，妻徐先仰藥死，文昌扼吭以卒，年僅十九。